# Bupleurum elatum
Bupleurum elatum är en flockblommig växtart som beskrevs av Giovanni Gussone. Bupleurum elatum ingår i släktet harörter, och familjen flockblommiga växter. Inga underarter finns listade i Catalogue of Life.

## Bildgalleri

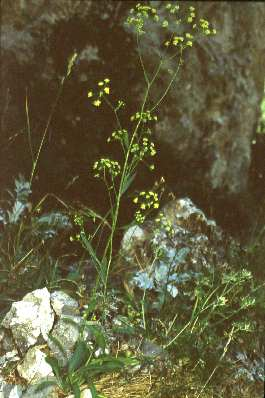
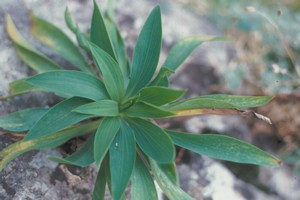
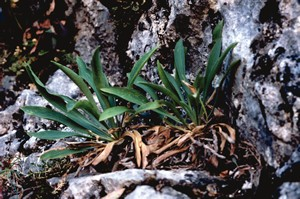
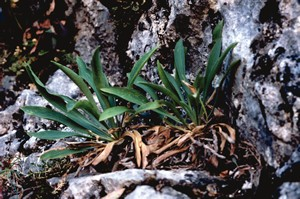